# Svängsta kyrka
Svängsta kyrka är en kyrkobyggnad i Svängsta i Karlshamns kommun. Den är församlingskyrka i Asarum-Ringamåla församling, Lunds stift.

## Kyrkobyggnaden
Byggnaden uppfördes 1932 som församlingshem men kom ibland att användas som kyrka. 1968 genomfördes en större ombyggnad då församlingshemmet blev Svängsta kyrka. Byggnaden är av trä och inrymmer både kyrka och församlingshem. Ytterväggarna är klädda med brun panel och det brutna yttertaket är klätt med enkupigt rött taktegel.
På planen framför kyrkan finns en fristående klockstapel.

## Inventarier
- Altaret tillkom 1968 och består av ett fristående altarbord i furu med altarskiva i furu.
- Dopfunten från 1968 är av furu.